# Cliffortia burchellii
Cliffortia burchellii är en rosväxtart som beskrevs av Otto Stapf. Cliffortia burchellii ingår i släktet Cliffortia och familjen rosväxter. Inga underarter finns listade i Catalogue of Life.